# Nagroda Gandalfa
Nagroda Gandalfa (ang. The Gandalf Award) – nagroda literacka w dziedzinie fantasy przyznawana dorocznie przez World Science Fiction Society w latach 1974–1980. Sponsorem nagrody był Lin Carter oraz stowarzyszenie Swordsmen and Sorcerers' Guild of America (SAGA), a przyznawana była w czasie konwentu World Science Fiction.
Nazwa nagrody pochodzi od imienia czarodzieja Gandalfa, jednego z głównych bohaterów dzieł J.R.R. Tolkiena.
Nagrodę przyznawano w dwóch dziedzinach:
- Nagroda Gandalfa dla Wielkiego Mistrza (Gandalf Grand Master Award) za osiągnięcia życiowe w pisarstwie fantasy.
- Nagroda Gandalfa za Powieść Fantasy (Gandalf Award for Book-Length Fantasy) przyznana tylko dwukrotnie, w latach 1978 i 1979.

## Nagroda Gandalfa dla Wielkiego Mistrza
- 1974 – J.R.R. Tolkien
- 1975 – Fritz Leiber
- 1976 – L. Sprague de Camp
- 1977 – Andre Norton
- 1978 – Poul Anderson
- 1979 – Ursula K. Le Guin
- 1980 – Ray Bradbury
- 1981 – C.L. Moore

## Nagroda Gandalfa za Powieść Fantasy
- 1978 – Silmarillion – J.R.R. Tolkien, edycja Christopher Tolkien
- 1979 – Biały smok (The White Dragon) – Anne McCaffrey